# Vitex bogalensis
Vitex bogalensis là một loài thực vật có hoa trong họ Hoa môi. Loài này được Wernham miêu tả khoa học đầu tiên năm 1913.